# Frank Shamrock
Frank Juarez Shamrock (ur. 8 grudnia 1972 w Santa Monica) – amerykański zawodnik i trener mieszanych sztuk walki (MMA) w latach 1994–2010, mistrz organizacji Pancrase, UFC, WEC i Strikeforce.

## Życie prywatne
Urodził się jako Frank Alisio Juarez III. Mając 3 lata, stracił ojca. W wieku 11 wszedł w konflikt z prawem i trafił do zakładu poprawczego. 2 lata później zamieszkał w ośrodku dla trudnej młodzieży prowadzonym przez Boba Shamrocka. W wieku 21 lat został przez niego adoptowany, przyjmując jego nazwisko.
Mieszka w San Jose. Jest żonaty z Amy, ma dwójkę dzieci. Jego starszym przyrodnim bratem jest Ken Shamrock – również utytułowany grappler i zawodnik MMA.

## Kariera sportowa

### Pancrase
W 1994 roku rozpoczął trenować pod okiem swego brata catch wrestling. Jeszcze w grudniu tego samego roku podpisał swój pierwszy profesjonalny kontrakt z japońską organizacją Pancrase, w której już wcześniej występował Ken. W swoim debiucie niespodziewanie pokonał przez decyzję Basa Ruttena. W styczniu 1996 roku został tymczasowym mistrzem Pancrase, pokonując przez poddanie Minoru Suzukiego. Cztery miesiące później przegrał jednak z Ruttenem w walce o unifikację tytułu.

### UFC
W 1997 roku związał się z UFC. Już w swoim pierwszym występie otrzymał szansę walki o nowo utworzone mistrzostwo UFC w wadze średniej, do 93 kg (aktualnie zwana półciężką). 21 grudnia pokonał w Jokohamie przez poddanie Kevina Jacksona, zdobywając ten tytuł. Walka trwała zaledwie 14 sekund.
Następnie czterokrotnie obronił tytuł – po raz ostatni we wrześniu 1999 roku przeciwko Tito Ortizowi. Po tym zwycięstwie, będąc niepokonanym w 9 kolejnych walkach, ogłosił zakończenie kariery.

### Powrót
Po ponad rocznej przerwie wznowił treningi i w grudniu 2000 roku podczas Finału K-1 World GP stoczył wygraną walkę z australijskim zawodnikiem BJJ Elvisem Sinosiciem, natomiast w 2001 stoczył jak dotąd pierwszą i jedyną walkę w formule kick-bokserskiej, pokonując podczas gali K-1 World Grand Prix 2001 w Las Vegas Shannona Ritcha. Przez następne dwa lata nie stoczył jednak żadnego pojedynku. Zajął się komentowaniem walk oraz szkoleniem zawodników (jednym z jego podopiecznych był B.J. Penn).
Kolejną walkę stoczył dopiero w marcu 2003 roku, gdy zdobył mistrzostwo organizacji WEC w wadze półciężkiej. Wkrótce jednak ponownie wycofał się z aktywnego uprawiania sportu, poświęcając się biznesowi. W 2005 roku założył w San Jose centrum treningowe Shamrock Martial Arts Academy szkolące w MMA i kick-boxingu.

### Strikeforce
W 2006 roku związał się z organizacją Strikeforce. W swojej pierwszej od niemal trzech lat walce znokautował w 21 sekund Cesara Gracie. W czerwcu 2007 roku pokonał przez duszenie zza pleców Phila Baroniego, zdobywając mistrzostwo Strikeforce w wadze średniej (do 84 kg). Pas stracił w marcu 2008 roku na rzecz niepokonanego Cunga Le – swojego byłego sparingpartnera. Shamrock nie był w stanie wyjść do 4. rundy na skutek złamanego prawego nadgarstka i przegrał przez TKO. Na ring powrócił rok później w walce z Nickiem Diazem; przegrał przez TKO w drugiej rundzie.
26 czerwca 2010 roku podczas gali Strikeforce: Fedor vs. Werdum w wieku 37 lat ogłosił zakończenie zawodniczej kariery.

## Osiągnięcia
- 1996: tymczasowy Król Pancrase (kat. otwarta)
- 1997–1999: mistrz UFC w wadze półciężkiej
- 2003: mistrz WEC w wadze półciężkiej
- 2007–2008: mistrz Strikeforce w wadze średniej (do 84 kg)